# Верхній Шпреевальд-Лаузіц

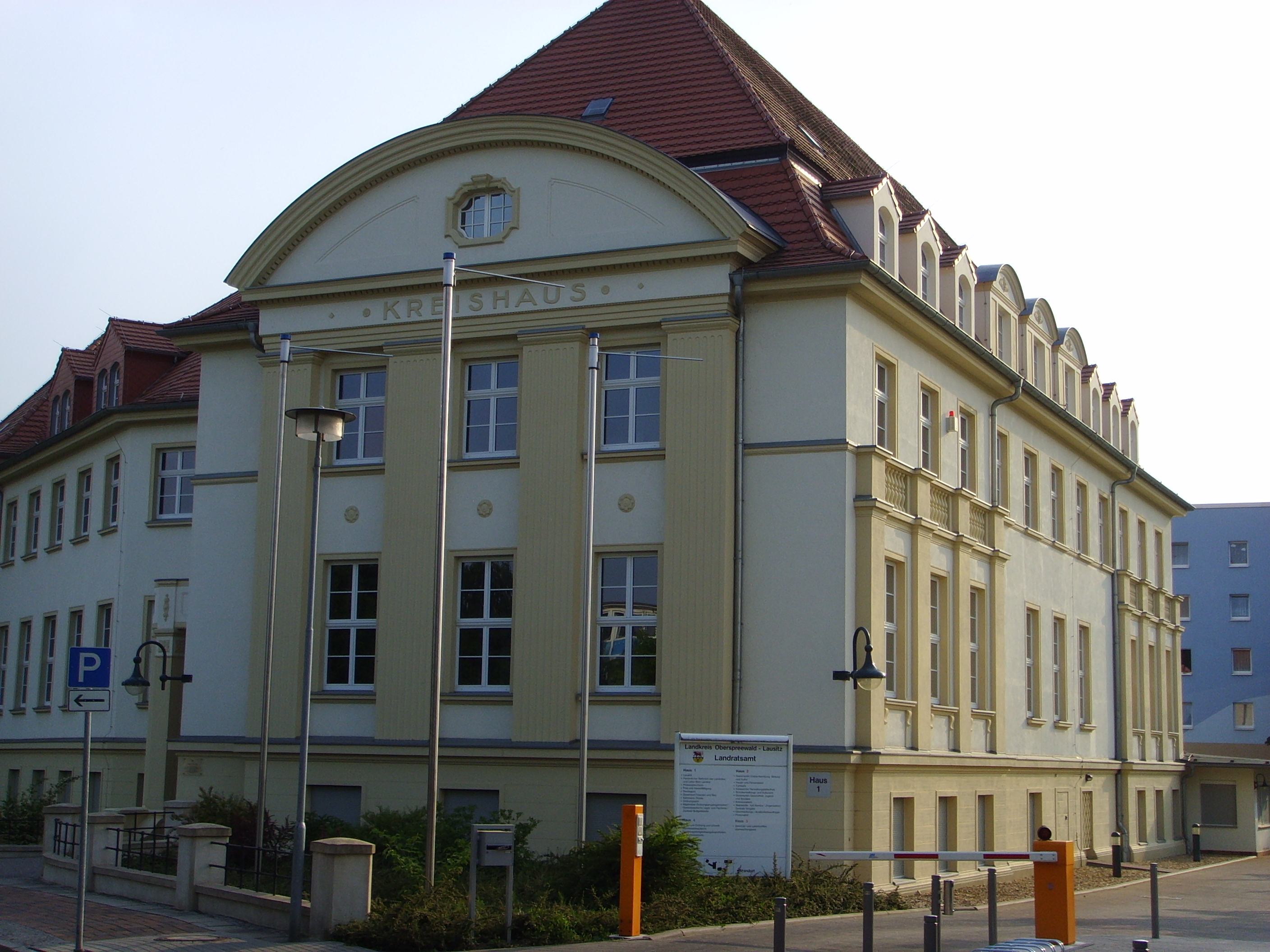
Landratsamt (районне управління)

Верхній Шпреевальд-Лаузіц (також Верхній Шпреевальд-Лужиця; нім. Landkreis Oberspreewald-Lausitz) — район у Німеччині, у землі Бранденбург, входить до складу Верхньої Лужиці. Центр району — місто Зенфтенберг. Площа — 1 217 км2. Населення — 108 396 ос. (на 31 грудня 2020). Густота населення — 100 осіб/км2. Офіційний код району — 12 0 66.

## Міста та громади
До складу району входять 7 самостійних міст, одна самостійна громада, а також 2 міста і 15 громад, об'єднаних у три об'єднання громад.
(дані про населення навеені на 31 грудня 2020)
|  | Самостійні міста: 1. Гросрешен (8455) 2. Зенфтенберг (23371) 3. Калау (7734) 4. Лаухгаммер (14070) 5. Люббенау (15969) 6. Фечау (7862) 7. Шварцгайде (5568) Самостійна громада: 1. Шипкау (6638) | Об'єднання громад: 1. Альтдеберн (5524) 1. Альтдеберн (2385) 2. Бронков (569) 3. Лукайцталь (767) 4. Ной-Зеланд (599) 5. Нойпетерсгайн (1204) 2. Ортранд (5993) 1. Гроскмелен (1061) 2. Кроппен (714) 3. Лінденау (732) 4. Ортранд, місто (2033) 5. Теттау (749) 6. Фрауендорф (704) 3. Руланд (7212) 1. Гермсдорф (764) 2. Гоенбока (990) 3. Грюневальд (514) 4. Гутеборн (541) 5. Руланд, місто (3739) 6. Шварцбах (664) |

## Населення
| Рік  | Населення |
| ---- | --------- |
| 1990 | 166.351   |
| 1991 | 161.229   |
| 1992 | 161.124   |
| 1993 | 159.828   |
| 1994 | 158.537   |
| 1995 | 156.758   |
| 1996 | 155.024   |
| 1997 | 152.924   |
| 1998 | 150.414   |
| 1999 | 148.124   |

| Рік  | Населення |
| ---- | --------- |
| 2000 | 145.110   |
| 2001 | 141.959   |
| 2002 | 139.062   |
| 2003 | 136.251   |
| 2004 | 134.025   |
| 2005 | 132.032   |
| 2006 | 129.581   |
| 2007 | 127.278   |
| 2008 | 125.216   |
| 2009 | 123.426   |

| Рік  | Населення |
| ---- | --------- |
| 2010 | 121.679   |
| 2011 | 116.898   |
| 2012 | 115.212   |
| 2013 |           |